# David Whitmer

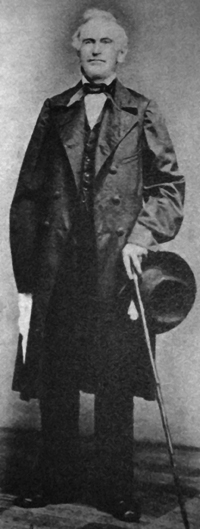
Fotografie von David Whitmer von 1864

David Whitmer (* 7. Januar 1805 bei Harrisburg, Pennsylvania; † 25. Januar 1888 in Richmond, Missouri) war maßgeblich an der Gründung der Kirche Jesu Christi der Heiligen der Letzten Tage beteiligt und diente als einer der drei Zeugen, deren Aussage über die Authentizität des Buches Mormon in jedem Exemplar abgedruckt ist.

## Leben
David Whitmer wurde am 7. Januar 1805 in der Nähe von Harrisburg als Sohn von Peter Whitmer senior und Mary Whitmer, geb. Musselmann geboren. Die Familie zog 1809 nach Fayette im Bundesstaat New York, wo sie eine große Farm bewirtschaftete. Die Familie erfuhr durch Oliver Cowdery von der Arbeit von Joseph Smith an der Übersetzung des Buches Mormon und glaubte an den göttlichen Auftrag für diese Arbeit. Als die Verfolgung in Harmony, Pennsylvania, zu stark wurde, bot Familie Whitmer Joseph Smith und seinem Schreiber Oliver Cowdery für die letzte Phase dieser Arbeit ihre Farm als Bleibe und zusätzliche Unterstützung an. Im Juni 1829 wurde dort die Übersetzung vollendet und im selben Monate David Whitmer zusammen mit Martin Harris und Oliver Cowdery als die „drei Zeugen“ berufen, deren Aussage seither in jedem Exemplar des Buches Mormon zu finden ist.
Im selben Monat erhielt David Whitmer gemeinsam mit seinen Brüdern John und Peter jun. von Joseph Smith den Auftrag, die neue Lehre als Missionare zu verbreiten.
Als die Kirche 1831 von New York nach Kirtland (Ohio) übersiedelte und anschließend nach Jackson County (Missouri), das als Zion, als Sammelplatz für die Heiligen, ausersehen war, zog Familie Whitmer mit. Im Juli 1832 waren sie im Dorf Kaw am Big Blue River (heute Kansas City) angesiedelt. Differenzen mit den anderen Anwohnern arteten in Gewalttätigkeiten aus, die 1833 zur Vertreibung der Heiligen aus Jackson County führte. Auch die Whitmers siedelten sich im nördlicher gelegenen Clay County (Missouri) an, wo wegen der steigenden Zahl von Kirchenmitgliedern 1834 ein Pfahl gegründet wurde, dessen Präsident David Whitmer wurde.
1835 wählte David Whitmer gemeinsam mit Oliver Cowdery und Martin Harris auf Grund einer früheren Offenbarung von Joseph Smith (die drei Zeugen) die ersten zwölf Apostel der Neuzeit aus. Nachdem David Whitmer immer wieder Differenzen mit Joseph Smith hatte, entzweite er sich mit dem Propheten endgültig im Zuge der Turbulenzen um die Kirtland Safety Society von 1837. Bereits im Februar 1837 wollten ihn Abtrünnige an Stelle von Joseph Smith an die Spitze der Kirche setzen. Er wurde am 13. April 1838 aus der Kirche ausgeschlossen mit der Begründung, er habe denselben Geist wie die Abtrünnigen.
Da David Whitmer durch seine früheren Glaubensgenossen sein Leben bedroht fühlte, verließ er sie und siedelte sich in Richmond an, wo er den Rest seines Lebens verbrachte. Whitmer betrieb bis zu seinem Tod einen Pferdemietstall und lebte als respektierter Bürger, der zahlreiche öffentliche Ämter innehatte. Er arbeitete in Ausstellungsausschüssen mit, war Stadtrat und wurde zum Bürgermeister gewählt. David Whitmer starb am 25. Januar 1888 in Richmond und bezeugte noch auf dem Totenbett, dass das Buch Mormon eine wirkliche heilige Schrift sei.

## Zeuge für das Buch Mormon
Sowohl für die Mitglieder der Kirche Jesu Christi der Heiligen der Letzten Tage als auch für deren Kritiker hat David Whitmer vor allem eine hervorragende Bedeutung, da er von den drei Zeugen der einzige war, der nie in die Kirche zurückkehrte und der am meisten zu seinen Erlebnissen rund um das Hervorkommen des Buches Mormon befragt wurde. Es existieren zahlreiche Berichte von solchen Interviews. Am ausführlichsten ist seine Broschüre To all believers von 1887. Hier beschreibt er seine Ablehnung von vielen Dingen, die in der Kirche getan wurden und die Joseph Smith entschieden hat, bleibt aber dabei, dass er die goldenen Platten des Buches Mormon wirklich gesehen habe und dass sie göttlichen Ursprungs seien.

## Präsident der Kirche Christi (Whitmerite)
Nach dem Tod von Joseph Smith im Jahr 1844 sammelten sich einige, die mit der Führerschaft von Brigham Young nicht einverstanden waren, und gründeten 1847 die Kirche Christi (Whitmerite). Da sie sich an die frühere Rolle von David Whitmer in der Führung der Kirche erinnerten, baten sie ihn, ihr Präsident zu werden. David Whitmer schloss sich der Bewegung aber nicht an und sie löste sich relativ schnell auf. Whitmer belebte sie 1876 wieder, indem er seinen Neffen John C. Whitmer zum Ältesten berief und ihm den Titel „erster Ältester“ verlieh. Das letzte Mitglied dieser Gemeinschaft starb 1961.